# Charles E. Kany
Charles Emil Kany ( * Dolgeville, Nueva York, 1895 - 9 de agosto de 1968), fue un lingüista, gramático e hispanista estadounidense.

## Biografía
De ascendencia checa, se graduó en la Universidad de Míchigan en 1917, obtuvo la maestría en Artes por Harvard en 1918 y se doctoró en esta misma universidad en 1920. Su tesis se titulaba The Beginnings of the Epistolary Novel in the Romance Languages ("Los comienzos de la novela epistolar en las lenguas románicas")
Enseñó en el Bryn Mawr College entre 1921 y 1922 como profesor asociado de español, y llegó a la Universidad de California como instructor en 1922 y como profesor en 1943. Fue profesor emérito de la misma desde julio de 1962, aunque no dejó de enseñar ofreciendo cursos especiales hasta 1966. Murió el 9 de agosto de 1968. Fue miembro correspondiente de la Hispanic Society of America, y obtuvo una beca Guggenheim entre 1928 y 1929.
Escribió mucho y sobre temas muy variados; uno de ellos son los folletos de conversación en español, francés, italiano, portugués, alemán y ruso, compuestos en colaboración con naturales de esos países: Spoken Spanish for Travelers and Students (1943), Spoken Russian for Students and Travelers (1951), A war contribution was the Spoken Spanish for Flying Cadets and our Armed Forces (1942) etc. También Fiestas y costumbres españolas (1929) y una edición de la comedia de Gregorio Martínez Sierra Rosina es frágil (1938) y la Practical Spanish Grammar (1951).
Sus primeras publicaciones como estudioso de la literatura conciernen al sainetista Ramón de la Cruz. Editó con notas sus Cinco sainetes inéditos de Ramón de la Cruz (1924) y dos más para uso en sus clases (1926). Parejo a este interés por el costumbrismo es su libro Life and Manners in Madrid 1750-1800 (University of California Press, 1932). Su tesis apareciío impresa como Beginnings of the Epistolary Novel in France, Spain and Italy (University of California Press, 1937). Asimismo escribió numerosos artículos sobre lengua y literatura española en Hispanic Review, Hispania, Revue Hispanique, etc.
Sin embargo la gran aportación del doctor Kany fue al estudio de las peculiaridades del español de América con una trilogía de libros: American-Spanish Syntax (University of Chicago Press, 1945; segunda edición 1951); American-Spanish Semantics (University of California Press, 1960), traducida como Semántica Hispano-americana (Aguilar, Madrid, 1962) y American-Spanish Euphemisms (University of California Press, 1960).
El doctor Kany poseía una enorme facilidad para las lenguas, de forma que llegó a hablar el ruso como un nativo y entre sus últimas lenguas aprendidas figuró incluso el griego moderno. Gustaba de tocar la guitarra y hacer parodias de Mother Goose en español; un leve brote de tuberculosis puso fin a esta actividad, aunque todavía siguió tocando el piano.

## Obra
- American-Spanish Syntax, 1945, 2.ª ed. Chicago: University of Chicago Press, 1951. Traducido al español como Sintaxis hispanoamericana, Madrid: Gredos, 1969.
- American-spanish euphemisms, Los Ángeles: Berkeley, University of California Press, 1960.
- American-Spanish Semantics. Los Ángeles: Berkeley, University of California Press, 1960. Traducida como Semántica Hispano-americana (Aguilar, Madrid, 1962)
- Life and manners in Madrid 1750-1800, Los Ángeles: Universidad de Berkeley, 1932.
- Ed. de Ramón de la Cruz, Ocho sainetes inéditos. Berkeley, California, The University of California Press; London, The Cambridge University Press, 1925.
- Spoken Spanish for Travelers and Students (1943)
- Spoken Russian for Students and Travelers (1951)
- A war contribution was the Spoken Spanish for Flying Cadets and our Armed Forces (1942)
- Fiestas y costumbres españolas (1929)
- Edición de la comedia de Gregorio Martínez Sierra Rosina es frágil (1938)
- Practical Spanish Grammar (1951).
- Beginnings of the Epistolary Novel in France, Spain and Italy (University of California Press, 1937).

- Datos: Q5764856